# Sojus TMA-13
Sojus TMA-13 ist eine Missionsbezeichnung für den Flug des russischen Raumschiffs Sojus zur Internationalen Raumstation (ISS). Im Rahmen des ISS-Programmes trägt der Flug die Bezeichnung ISS AF-17S. Es war der 17. Besuch eines Sojus-Raumschiffs an der ISS und der 123. Flug im Sojusprogramm.

## Besatzung

### Startbesatzung
- Juri Walentinowitsch Lontschakow (3. Raumflug), Kommandant (Roskosmos/Russland)
- Michael Fincke (2. Raumflug), Bordingenieur (NASA/USA)
- Richard Garriott (1. Raumflug), Weltraumtourist ( Vereinigte Staaten/ Vereinigtes Königreich)

Bis Anfang Mai 2008 war Salischan Schakirowitsch Scharipow (Roskosmos/Russland)  als Kommandant benannt. Wegen einer Krankheit schied er aus und wurde durch Lontschakow ersetzt.

### Ersatzmannschaft
- Gennadi Iwanowitsch Padalka (3. Raumflug), Kommandant (Roskosmos/Russland)
- Michael Barratt (1. Raumflug), Bordingenieur (NASA/USA)
- Nik Halik (1. Raumflug), Weltraumtourist  Australien[1]

Bis Mai 2008 war Juri Walentinowitsch Lontschakow (Roskosmos/Russland) Reservekommandant, durch eine Krankheit von Scharipow rutschte Lontschakow in die Einsatzbesatzung.

### Rückkehrbesatzung
- Juri Walentinowitsch Lontschakow (3. Raumflug), Kommandant (Roskosmos/Russland)
- Michael Fincke (2. Raumflug), Bordingenieur  (NASA/USA)
- Charles Simonyi (2. Raumflug) Weltraumtourist (Space Adventures/USA)[2]

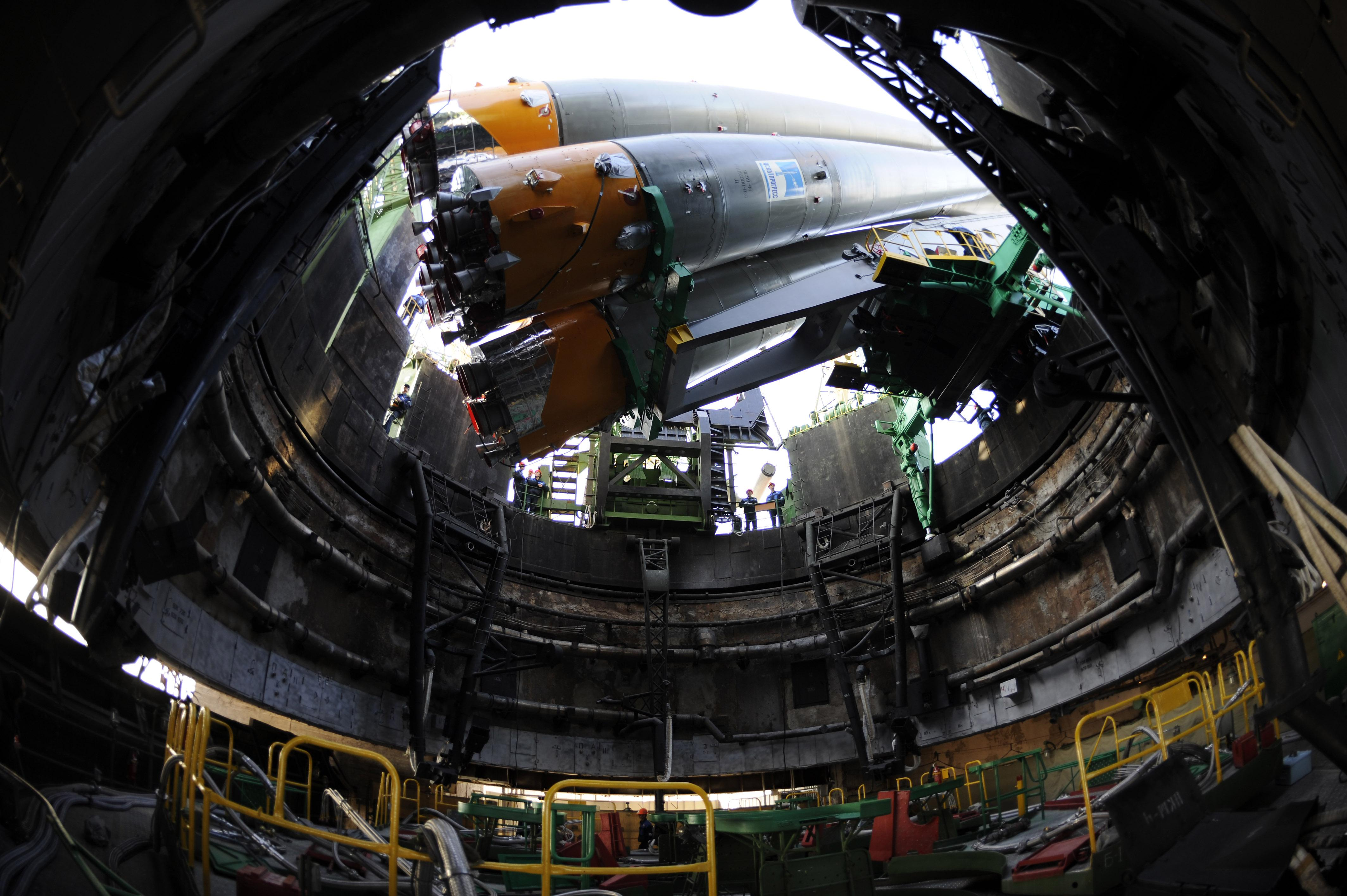
Aufrichten der Sojus-Trägerrakete in Baikonur

## Missionsüberblick
Diese Mission brachte zwei Teilnehmer der ISS-Expedition 18 zur Internationalen Raumstation und ersetzte das Raumschiff Sojus TMA-12 als Rettungskapsel. Am 12. Oktober 2008 startete Sojus TMA-13 planmäßig vom Weltraumbahnhof in Baikonur zur ISS. Mit an Bord war der Weltraumtourist Richard Garriott. Garriott ist der Sohn des Astronauten Owen Garriott, der 1973 zur zweiten Besatzung der amerikanischen Raumstation Skylab gehörte. Zwei Tage später koppelte das Raumschiff vollautomatisch an die ISS an. Neben den Astronauten waren auch einige wissenschaftliche Proben für die ISS an Bord, so unter anderem auch 35 Kaulquappen. Außerdem wurde der Immortality Drive zur ISS transportiert, ein Speicherchip, auf dem die DNA von mehreren Menschen gespeichert ist, darunter auch Garriott.
Das Raumschiff diente 175 Tage lang als Rettungsfähre. Die Landung fand am 8. April 2009 im Ersatzlandegebiet 150 km nordöstlich von Schesqasghan statt, weil der Untergrund des ursprünglich vorgesehenen Gebiets 300 km weiter nordwestlich zu feucht war. Mit an Bord war der Raumflugteilnehmer Charles Simonyi, der mit Sojus TMA-14 zur ISS gestartet war.
Die problemlose Landung von TMA-13 scheint zu bestätigen, dass aus den ballistischen Landungen von TMA-10 und TMA-11 die richtigen Schlüsse gezogen wurden.

## Siehe auch

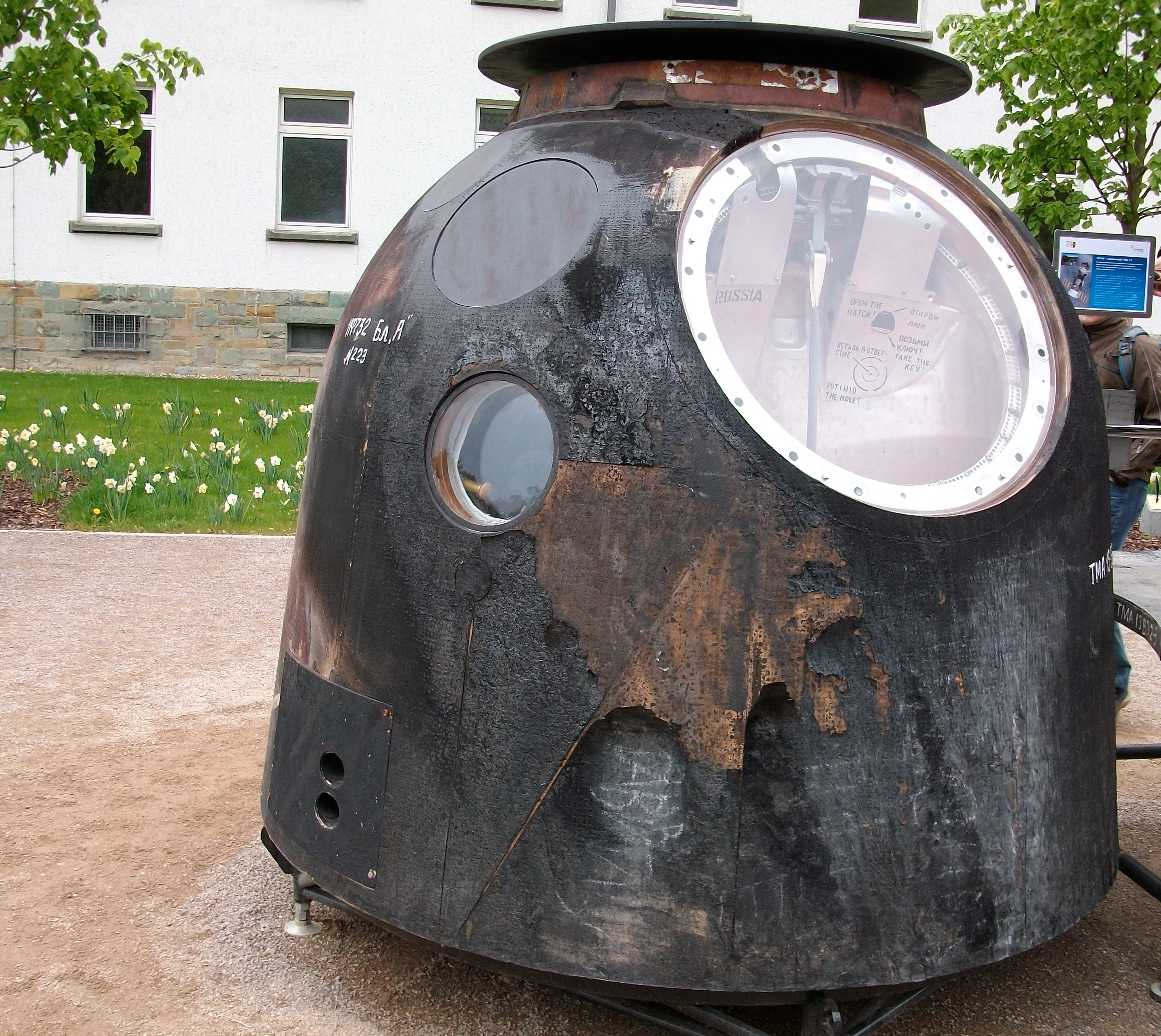
Sojus-Landemodul TMA-13